# Pêr Loisel
Pour les articles homonymes, voir Loisel.
Pêr Loisel (19 septembre 1915 à Josselin - 30 octobre 1980 à Châteaulin), Pierre Loisel à l'état civil, est plus connu sous son nom de druide : Eostig Sarzhaw.
Il était Inspecteur des Impôts et fut envoyé en Afrique à Dakar pour son travail. Il a été le quatrième Grand-Duide du Gorsedd de Bretagne de 1956 à 1978, sous le nom de Eostig Sarzhaw. Il tomba malade vers 1974 et, atteint de la maladie d'Alzheimer, ne put bientôt plus assurer la direction du Gorsedd. Il est décédé le 30 octobre 1980, la veille de la fête druidique de Samain et fin de l'année celtique.